# Schadt Computertechnik

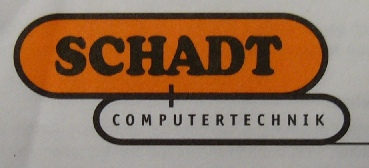
Logo von Schadt Computertechnik

Schadt Computertechnik (SCT) war nach eigenen Angaben Deutschlands drittgrößte PC-Fachhandelskette. Sie wurde im Jahr 1987 in Stuttgart gegründet, bestand bis 1998 in Ludwigsburg und beschäftigte bis zu 679 Menschen.

## Geschäftsfelder
Schadt Computertechnik baute Desktoprechner, die auf Wunsch auch speziell für den Kunden zusammengestellt wurden. Die vertriebenen PCs waren in erster Linie für Privathaushalte bestimmt. Daneben wurden sie aber auch in kleineren Betrieben und in Praxen von Freiberuflern eingesetzt.
Sie wurden unter dem Namen „Proline“ verkauft, ebenso gab es die Eigenmarke „Solidium“, die insbesondere für den Verkauf von Monitoren und Zubehörteilen stand.
Unter dem Namen „Proline Business“ bot Schadt nach der Übernahme von Escom Business ein speziell auf die Bedürfnisse von Firmen ausgerichtetes Angebot an. Das Unternehmen war zudem einer der ersten Hersteller, die ihre Rechnergehäuse in verschiedenen Farben anboten.
Der Fertigungsanteil am PC von Schadt hatte nur eine geringe Tiefe. Die PCs wurden aus zugekauften Teilen zusammengebaut. Nur bis zu 44 Arbeitnehmer waren bei SCT in der Produktion tätig.

## Geschichte

### Aufstieg
Karl-Heinz Schadt (* 3. September 1965) gründete das Unternehmen 1988 in Stuttgart unter dem Namen Medical Data Computer Vertriebs GmbH. Er fertigte und vertrieb IBM-kompatible PCs, die er vormontiert aus Hong-Kong und Taiwan einführte und in Stuttgart endfertigte. Drei Monate nach der Gründung eröffnete er in der Stuttgarter Innenstadt das erste Ladengeschäft. Innerhalb kurzer Zeit folgten Öffnungen von Filialen in Ulm, Kempten, Augsburg und München und in kurzen Abständen weitere Filialen in ganz Deutschland. 1989 richtete Schadt in Stuttgart-Feuerbach ein Zentrallager ein, welches er wegen des weiteren Wachstums des Unternehmens bereits 1993 in ein größeres Lager nach Stuttgart-Weilimdorf verlegte.
Um sein Händlernetz zu stärken und auszubauen, kaufte SCT 1996 den Auto-HiFi-Einbau-Filialisten Ascarfi. 1996 zählte das bundesweite Verkaufsnetz 200 Filialen inklusive von 34 „Shop-in-Shop“-Filialen in den Kaufhäusern von Hertie der Karstadt-Quelle AG (Hertie). In diesem Jahr wurden 679 Arbeitnehmer beschäftigt. In einer Filiale waren in der Regel drei Arbeitnehmer tätig.
Das rasche Wachstum des Unternehmens, das Schadt betrieb, führte zu einer sprunghaften Erhöhung der Umsätze. Ein positives Ergebnis folgte daraus jedoch nicht. Die Umsätze und Ergebnisse entwickelten sich in diesen Jahren wie folgt:
| Jahr | Umsatz       | Ergebnis   |
| ---- | ------------ | ---------- |
| 1993 | 70,8 Mio. DM | + 0,2 Mio. |
| 1994 | 119 Mio. DM  | + 0,7 Mio. |
| 1995 | 247 Mio. DM  | + 0,9 Mio. |
| 1996 | 429 Mio. DM  | - 1,5 Mio. |

Im Jahre 1997 reagierte SCT auf diese Entwicklung und schloss 84 Filialen. Das Lager und die Verwaltung verlegte SCT in preisgünstigere Räume nach Ludwigsburg-Oßweil. Die Belegschaft wurde auf 440 Arbeitnehmer reduziert.

### Niedergang
Nachdem Supermarktdiscounter Mitte der 1990er Jahre einen für viele Fachhändler ruinösen Preiskampf begannen, kam das Unternehmen in finanzielle Schwierigkeiten. In diesem Preiswettbewerb unterlag Schadt mit seiner völlig ungenügenden Eigenkapitalbasis. SCT generierte seine Liquiditätsmittel einerseits durch direkten Abverkauf der Ware, andererseits durch Zahlungsziele bei Lieferanten von durchschnittlichen 90 Tagen; somit war der eigentliche Cashflow, nach Abzug der Liefer- und Transportzeiten, extrem klein.
Da die Lebensmitteldiscounter ihr Hauptgeschäft mit Lebensmitteln machen und nach Meinung vieler Ökonomen den Computerverkauf nur dazu nutzen, Imagewerbung zu betreiben, drehte Schadt Computertechnik auf ironische Art das Spiel um und bot zeitweise Gummibärchen, Duschcreme und Schokolade unter Einkaufspreis an. Dazu gab es auch passende Werbekampagnen mit Titeln wie „Computer kauft man beim Fachhändler, nicht beim Gemüsehändler“.
Auch das große Filialnetz verursachte einen hohen sachlichen und personellen Fixkostenaufwand, den Schadt nicht schnell genug den rückläufigen Umsätzen anpassen konnte. Zudem verfügte Schadt über ein zu schmales Produktsortiment. Die Endverbraucher verlangten zunehmend nach einem breiteren Warenangebot, wie es beispielsweise die Multi-Media-Märkte schon besaßen. Bereits im Vergleich zu den Lebensmittelketten und den Multi-Media-Märkten entwickelten sich die Filialen von Schadt immer mehr zu „Tante-Emma-Läden“ der Computerbranche. Als das Management von Schadt dies erkannte, war es bereits zu spät. Das Unternehmen konnte sich schon wegen fehlender finanzieller Ressourcen nicht an die geänderten Marktverhältnisse anpassen.

### Konkursantrag
1997 erreichte das Unternehmen nochmals einen Umsatz von 380 Mio. DM, doch der Verlust wurde mit 10,2 Mio. DM ausgewiesen. Die Geschäftsführung sah keine Möglichkeit mehr, das Unternehmen bei den bestehenden Wettbewerbsverhältnissen zu sanieren. Die letzten Löhne und Gehälter wurden für den Monat September 1998 ausbezahlt. Am 28. Oktober 1998 stellte die Schadt Computertechnik mit Verbindlichkeiten in Höhe von 92.767.603,96 D-Mark Konkursantrag beim Amtsgericht Ludwigsburg. Zuvor hatten Medien bereits berichtet, die Firma sei in Finanznöten gewesen. Einen Tag später bestellte das Gericht den Stuttgarter Rechtsanwalt Volker Grub zum Sequester, der prüfen musste, ob ausreichende finanzielle Mittel vorhanden sind, um ein Konkursverfahren durchzuführen.
Die Geschäftsführung von Schadt kündigte am 10. November 1998 allen ihren Mitarbeitern aus betriebsbedingten Gründen mit den gesetzlichen Kündigungsfristen unter Anrechnung auf etwaige Urlaubs- und Überstundenansprüche freigestellt. Einige Mitarbeiter wurden für Abwicklungsarbeiten weiter beschäftigt.

### Konkursverfahren
Am 16. Dezember 1998 eröffnete das Gericht das Konkursverfahren. Grub wurde auch zum Konkursverwalter bestellt. Er bestätigte die Stilllegung des Unternehmens. Noch 128 Filialstandorte wurden geschlossen und die Mietverhältnisse hierüber beendet. Getrennte Konkursverfahren wurden am 10. Januar 1999 über drei Tochtergesellschaften eröffnet:
- Proline Business GmbH, die sich auf die Computersysteme für industrielle Verbraucher spezialisierte.

- Cube System GmbH, die seit 1997 Serviceleistungen im Softwarebereich mit dem Schwerpunkt CAD erbrachte.

- Topline Computer Vertriebs GmbH, deren Tätigkeitsfeld die Veräußerung von Softwarelizenzen war.

Für alle drei Gesellschaften wurde Volker Grub auch zum Verwalter bestellt. Auch diese Gesellschaften wurden stillgelegt. Zum Zeitpunkt der Konkurseröffnung bestanden noch 128 Mietverträge für die über ganz Deutschland verstreuten Filialen. Die dort noch lagernden Warenbestände unterlagen dem Vermieterpfandrecht, standen aber auch unter dem Eigentumsvorbehalt der Lieferanten. Kundenforderungen waren im Wege des Factorings an die Heller Bank AG abgetreten.
Über die Weihnachtsfeiertage 1998 drangen unbekannte Personen in die EDV-Räume des Unternehmens in Ludwigsburg-Oßweil ein und entwendeten vor allem die Computer, auf denen Datenmaterial des Unternehmens abgespeichert waren.
Am 28. Dezember 1998 zeigte Grub im Staatsanzeiger für Baden-Württemberg an, dass Masseunzulänglichkeit besteht, also nicht alle fälligen Verbindlichkeiten bezahlt werden können. Die noch vor allem in der Zentrale vorhandenen Vorräte an Computern und Zubehör, soweit sie nicht an die Lieferanten zurückgegeben wurden, wurden über den Großhandel veräußert. Das Unternehmen besaß noch 27 Firmenfahrzeuge, die alle an eine Bank sicherungsübereignet waren oder von Kreditinstituten finanziert waren. Der Konkursverwalter ließ alle Fahrzeuge durch einen Sachverständigen schätzen und veräußerte sie zum Schätzwert.
Der Konkursverwalter beendete das Verfahren 2008. Die zur Konkurstabelle festgestellten Forderungen beliefen sich auf 59 Mio. € bzw. 115,4 Mio. DM und gingen leer aus. Nur bevorrechtigte Forderungen der Arbeitsverwaltung in Höhe von 2,5 Mio. € erhielten eine Zahlungsquote von 21 %.

### Ermittlungen wegen Konkursverschleppung
Die Staatsanwaltschaft Stuttgart ermittelte wegen Konkursverschleppung. Die Geschäftsräume wurden im Februar 1999 von der Polizeidirektion durchsucht und eine Vielzahl von Unterlagen beschlagnahmt. Ein Prokurist des Unternehmens wurde wegen Beihilfe zum Betrug mit einer Freiheitsstrafe von 22 Monaten auf Bewährung und zur Zahlung von 24.000,00 € an eine gemeinnützige Einrichtung verurteilt. Das Strafverfahren gegen Karl-Heinz Schadt konnte aus gesundheitlichen Gründen über mehrere Jahre nicht eröffnet werden.
Für Verwirrung sorgte auch die in Onlinemagazinen verbreitete Vermutung, die Hausbank des Unternehmens habe dessen Gläubigern weiterhin Liquidität zugesichert, obwohl den Bankern die finanziellen Probleme schon längst bekannt gewesen seien.